# Urbanisering

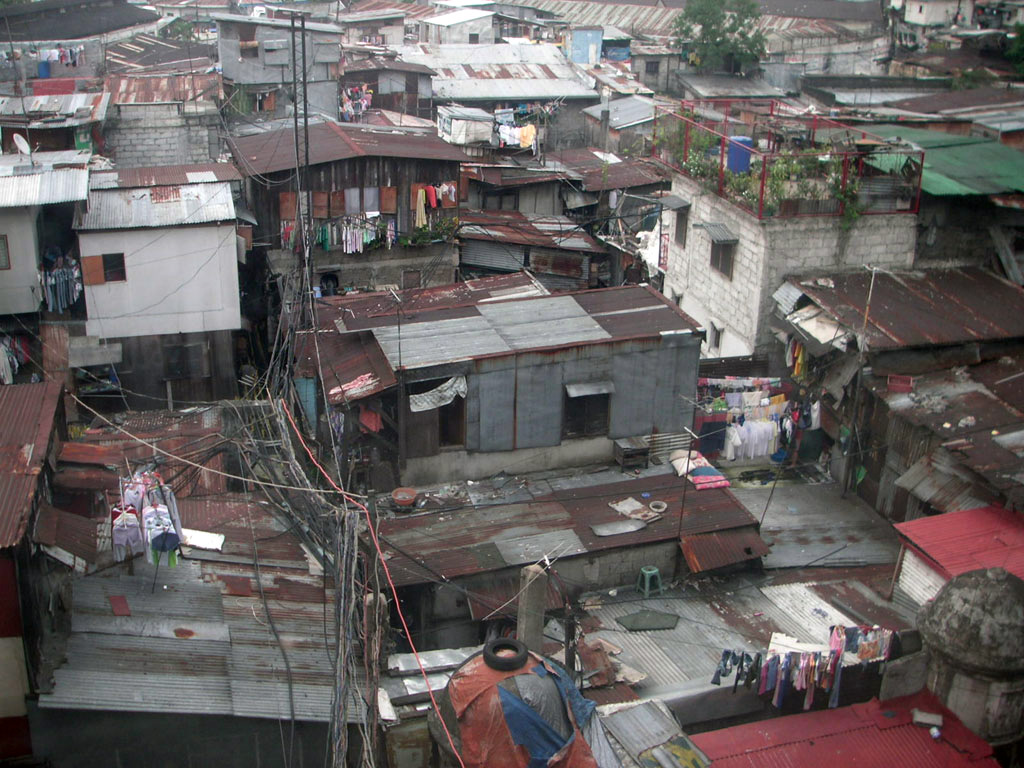
En kåkstad i Manila, Filippinerna.

Urbanisering (av latin urbs, "stad"), är en folkförflyttning från landsbygd till stadsområden. I statistiken är urbanisering ett procenttal på hur stor andel av ett områdes befolkning som bor i städer. I det beräkningssätt av urbaniseringsgrad som Förenta nationerna rekommenderar används en definition av stad som ett stadsområde med minst 20 000 invånare. Urbanisering är motsatsen till ruralisering. Det förstnämnda innebär att människor flyttar från glesbefolkade, isolerade regioner in till tätbebyggda områden där det redan bor många människor så att avstånden till närmaste grannar minskar, enkelt uttryckt. En ruralisering innebär därmed motsatsen, att människor flyttar ifrån varandra och att avstånden förstoras. Den globala trenden är en allt mer tilltagande urbanisering. 
I den svenska statistiken som insamlas och utarbetas av Statistiska centralbyrån kan utläsas hur stor andel av befolkningen som bor i tätorter, vilket är en detaljeringsgrad ner till sammanhängande bebyggelseområden med minst 200 personer. Detta fastslogs som en gemensam nordisk tätortsdefinition vid det nordiska chefsstatistikermötet 1960 och tillämpas sedan dess. Tidigare under 1900-talet hade begreppet tätort varierat. För äldre århundraden, som saknar statistik om tätortsområden, används i stället statistik som grundar sig på den administrativa indelningen i städer och landsort. 
Andel av befolkningen i ett land, vilka är bosatta i städer, betecknas urbaniseringsgraden.
| År   | Städernas folkmängd i procent av rikets | Städer + köpingar + municipal- samhällen | Befolkning inom tät- bebyggelse |
| ---- | --------------------------------------- | ---------------------------------------- | ------------------------------- |
| 1800 | 9,8                                     |                                          |                                 |
| 1810 | 9,4                                     |                                          |                                 |
| 1820 | 9,8                                     |                                          |                                 |
| 1830 | 9,7                                     |                                          |                                 |
| 1840 | 9,7                                     |                                          |                                 |
| 1850 | 10,1                                    |                                          |                                 |
| 1860 | 11,3                                    | 11,3                                     |                                 |
| 1870 | 12,9                                    | 13,2                                     |                                 |
| 1880 | 15,1                                    | 15,4                                     |                                 |
| 1890 | 18,8                                    | 19,1                                     |                                 |
| 1900 | 21,5                                    | 25,1                                     | 28,2                            |
| 1910 | 24,8                                    | 30,1                                     | 34,0                            |
| 1920 | 29,6                                    | 34,7                                     | 45,2                            |
| 1930 | 32,7                                    | 38,5                                     | 48,5                            |
| 1935 | 34,4                                    | 40,5                                     | 51,4                            |
| 1940 | 37,5                                    | 44,4                                     | 56,2                            |
| 1945 | 42,3                                    | 49,8                                     | 61,0                            |
| 1950 | 47,5                                    | 56,3                                     | 66,2                            |
| 1955 | 49,4                                    | 57,8                                     | ?                               |
| 1960 | 51,5                                    | 59,4                                     | 72,7                            |
| 1965 | 53,8                                    | 61,8                                     | 77,4                            |

## Urbaniseringen i förhistorisk tid
Urbanisering är ett relativt begrepp på samma sätt som ordet stad. Det som förr räknades som stad ses idag kanske som en by på sin höjd. Känt är att människor runt om i världen bildar samhällen för att tillsammans bidra till en säkrare existens. Fram till neolitisk tid levde människor i kringströvande grupper och flyttade från område till område. I Främre orienten började människor mer systematiskt ta vara på olika växter, som så småningom utvecklades till vete och korn. Människorna drogs till de bästa jordarna och hade ett behov att försvara dem och det arbete som lagts ned.
Jeriko växte fram efter 8000 f.Kr och räknas som en av världens äldsta städer. Klimatet försämrades någon gång mellan 4000 och 3000 f.Kr. och många drog sig då till områden med floder som tidvis översvämmade marken. Städer började växa upp kring floder som Nilen, Eufrat, Indus och Gula floden. Städernas framväxt gick parallellt med framväxten av starka centralmakter. Det blev även viktigt att hålla reda på register och ägandeförhållanden, vilket ledde till anteckningar, först i form av bilder, som snart utvecklades till bildskrift. I Sumer i dagens Irak var leran ett utmärkt medel att rita i, men bilderna blev av naturliga skäl inte särskilt bildlika. Sumererna löste det genom att rita med hjälp av ett antal killiknande raka streck i olika kombinationer, det som kallas kilskrift.
Den tidiga urbaniseringen skedde med andra ord i den senare stenåldern, neolitisk tid, och förde över en period av fem tusen år människan vidare till högre teknologiska höjder. Klimatförändringen bidrog ytterligare till denna utveckling. Uppfinnandet av skriften var i sin tur startskottet på den historiska tiden eftersom förhistoria och historia skiljs åt att den föregående saknar skriftliga källor.

## Urbanisering i historisk tid
Urbaniseringen har fortsatt till våra dagar, men i vissa perioder har städerna gått tillbaka. Jordbrukets överskott har använts till att föda en administrativ, teknisk och militär befolkning i städerna. Städernas utveckling har därför följt den politiska utvecklingen. Starka stater har snabbt fått befolkningstillväxt i sina städer, medan försvagade staters städer har förfallit och gått under.

## Urbanisering i industrialismens tidevarv
Urbaniseringen tog förnyad kraft i Västeuropa, särskilt i England sedan Amerika upptäckts. Handeln med kolonierna skapade ett ännu större överskott på vilket städerna kunde leva. Under Upplysningstiden och industrialismens genombrott började kol och ångmaskiner användas för att producera bättre redskap och maskiner. Jordbruket kunde därför effektiviseras och inflyttning från landsbygden till städerna tog förnyad fart.

## Urbanisering i modern tid
Fram till slutet av 1700-talet bodde ännu de flesta på landsbygden och städerna var ohälsosamma områden på grund av dåliga hygieniska förhållanden. Bättre insikter om hygien och behovet av vatten- och avloppsledningar förbättrade väsentligt städerna som effektiva produktionsenheter.
Bruket av jordbruksmaskiner är den främsta orsaken till att de allra flesta i moderna länder idag bor i städer. I moderna länder krävs ytterst få personer i jordbruket och överskottet av arbetskraft dras till städerna i jakt på arbete och bidrar till en förbättrad välfärd.
I Sverige liksom i många andra länder leder denna process till att folk samlas till redan stora områden. Processen medför därför både avfolkningsbygder och stora sammanhängande stadsbebyggelser.
I länder med stark befolkningstillväxt (vanligen utvecklingsländer) är en ökad urbaniseringsgrad ett tecken på en både oplanerad och okontrollerad folkförflyttning till stora städer. Det överskott av oftast outbildad arbetskraft som då uppstår ställer stora krav på samhällsplanering och samhällsekonomi.

## Urbaniseringens framtid
Det finns tecken på att urbaniseringen i västvärlden håller på att förändras. Fram till 1970-talet handlade dåtidens urbanisering främst om att människor flyttade från landsbygden (små byar/ren landsbygd) till närmaste större fabrik varvid bruksorter uppstod. Flera svenska städer som Hagfors och Oxelösund uppstod på detta viset. Efter 1970 råkade många av dessa traditionella bruksorter i kris, varvid massavskedanden och fabriksnedläggningar blev till. Nu flyttade folk från bruksorterna till närmaste större stad eller till ännu större städer med ett mer sammansatt och högteknologiskt näringsliv. Sedan 1970 är det framförallt inte den rena landsbygden eller småbyarna som avfolkats utan främst mindre städer och tätorter som domineras av ett ensidigt näringsliv och haft dåliga förbindelser med närmaste större dynamiska näringslivsregion. Inflyttning från landsbygd till städerna pågår ännu parallellt med denna process, men eftersom andelen av befolkningen som bor på landet är såpass liten så är det ingen stor process längre. Det som sker på landsbygden idag är i stor utsträckning "naturlig avfolkning", där de äldre människor som bor kvar håller fast vid sina värv tills de dör och ingen tar över efter dem. Avfolkningen av mindre städer och bruksorter med dåliga omvärldsförbindelser kan ses som ett led av urbaniseringens drivkraft, där människor från mindre och isolerade befolkningsområden flyttar in till större och öppnare befolkningsområden för att bo nära andra människor. 
Olika forskare har gjort olika förutsägelser hur framtiden kommer att te sig för urbaniseringen. Ett scenario är att det kommer att gå till en smärtgräns, sedan kommer samhället kollapsa eftersom man inte klarar av att förse invånarna med förnödenheter då dessa fastnar i trafikstockningar med följd att priserna stiger och infrastrukturen inte klarar av fler människor. Idag ser man tydliga exempel på detta i tredje världens storstäder som i Bangladesh, Indien, Nigeria m.fl. städer där detta håller på att ske då städerna fysiskt inte klarar av att försörja fler människor med bostäder, mat m.m. Ett annat scenario gör gällande att i framtiden kommer så gott som alla människor att bo i tätbefolkade koncentrerade befolkningsområden, omgivna av högeffektiva jordbruk för att försörja befolkningsområdena, och att all mark som blir över kommer att vara en obebodd vildmark där enbart naturen härskar. En anledning till att människor tenderar att söka sig till andra människor är för att kunna slippa vara beroende av naturens krafter, vilka man lättare kan dölja i storstäder där man kan bygga en infrastruktur som kan ta hand om till exempel vårfloder. Inträffar däremot en händelse man inte hade planerat likt Orkanen Katrina i New Orleans, kollapsar snabbt storstaden och anarki bryter ut. Detta är ett tema som många dystopiska romaner och filmer tagit upp det senaste århundradet då det funnits megastäder på vår jord.